# Karwasz

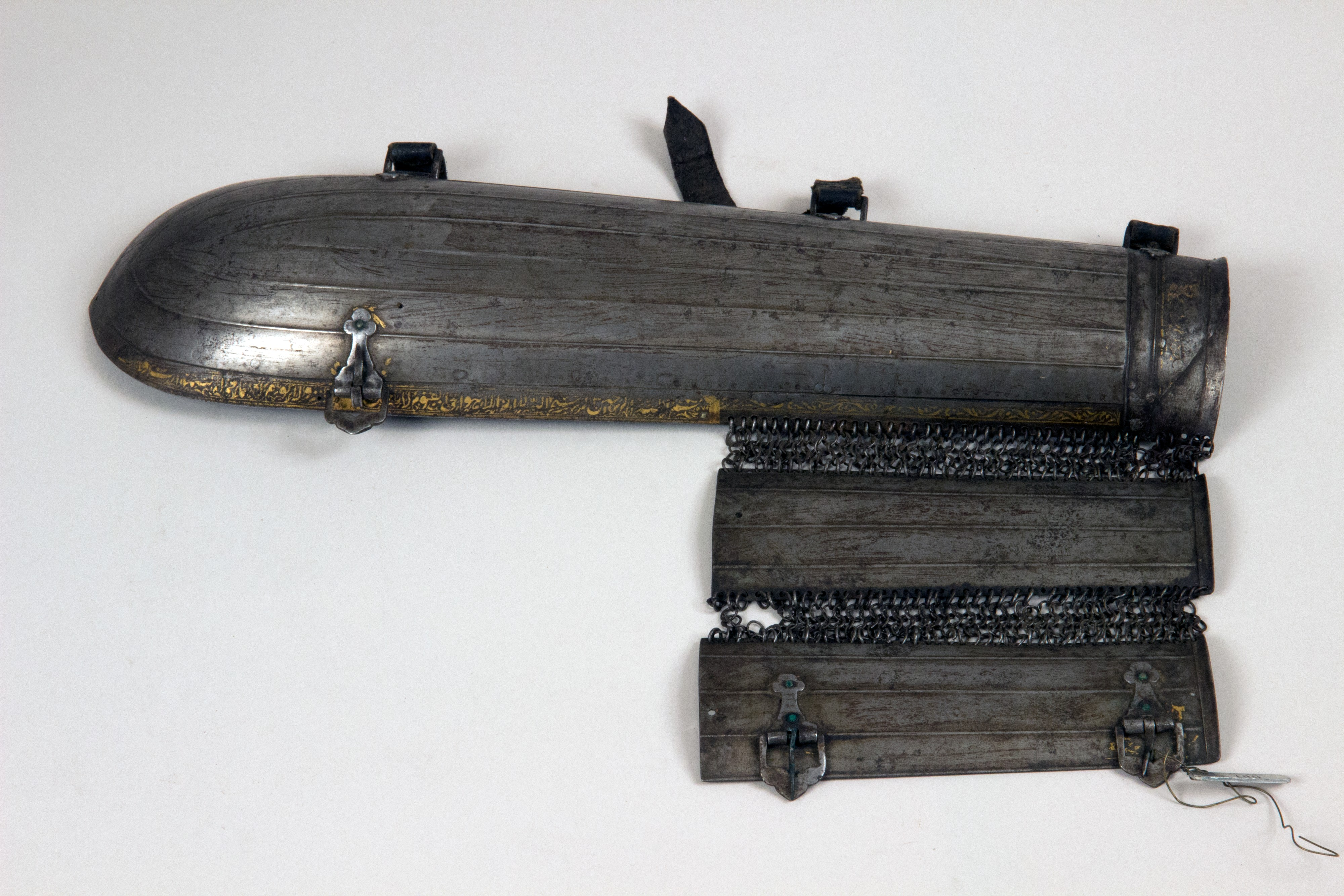
Karwasz, XVIII w.

Karwasz (z węgierskiego karwos, w jęz. perskim bazuband) – rodzaj płytowego zarękawia o łyżkowatej formie, pochodzenia wschodniego.
Karwasze mają postać liściastej, wypukłej płyty, tzw. łyżki, chroniącej przedramię od łokcia do nadgarstka. Często wyposażane były w łapcie (łapawicę), czyli rękawicę chroniącą dłoń, czasem w drugą płytę chroniącą wnętrze przedramienia, np. w karwaszach indyjskich. Łapawice były z tkaniny, kryte z wierzchu kolczą plecionką. Karwasze perskie miały od wnętrza z reguły jedno- lub dwuczęściową bransoletę, służącą do zapinania na ręce.
Karwasze (bazuband) pojawiają się w Persji w VIII w. jako płytowe wzmocnienie zbroi lamelkowej. W późniejszych czasach służyły jako uzupełnienie zbroi kolczej lub innych zbroi miękkich, jak np. bechterów oraz zbroi typu „cztery lustra”. W Indiach i Persji często stosowano jeden, prawy karwasz, ochronę lewego przedramienia pozostawiając tarczy.
W Polsce karwasze były częstym elementem zbroi kawalerii w XVII i XVIII w. Używali ich husarze do zbroi płytowych i miękkich (w tym karacen); karwasze husarskie są z reguły pozbawione rękawicy, prostsze w formie. Karwasze jazdy pancernej były często bardziej zdobione i zazwyczaj wyposażone w łapcie.

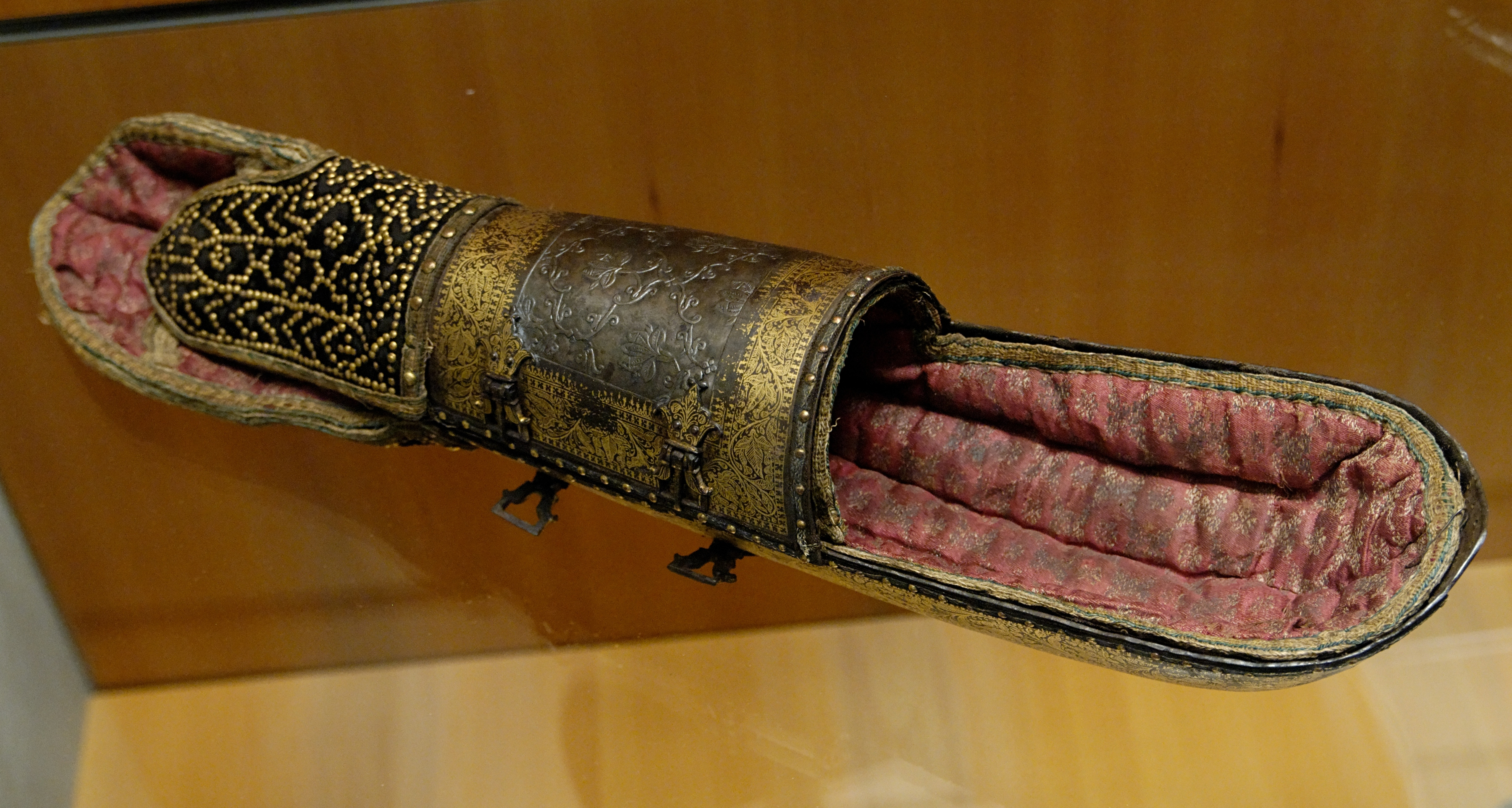
Indo-perski karwasz, z płytą ochraniającą wnętrze nadgarstka i tekstylną rękawicą; widoczna wyściółka
Para perskich karwaszy, z dwuczęściowymi bransoletami
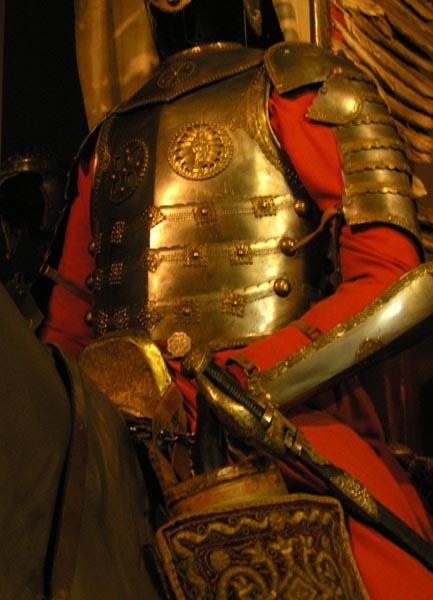
Prosty, jednoczęściowy karwasz płytowej zbroi husarskiej, mocowany rzemieniami
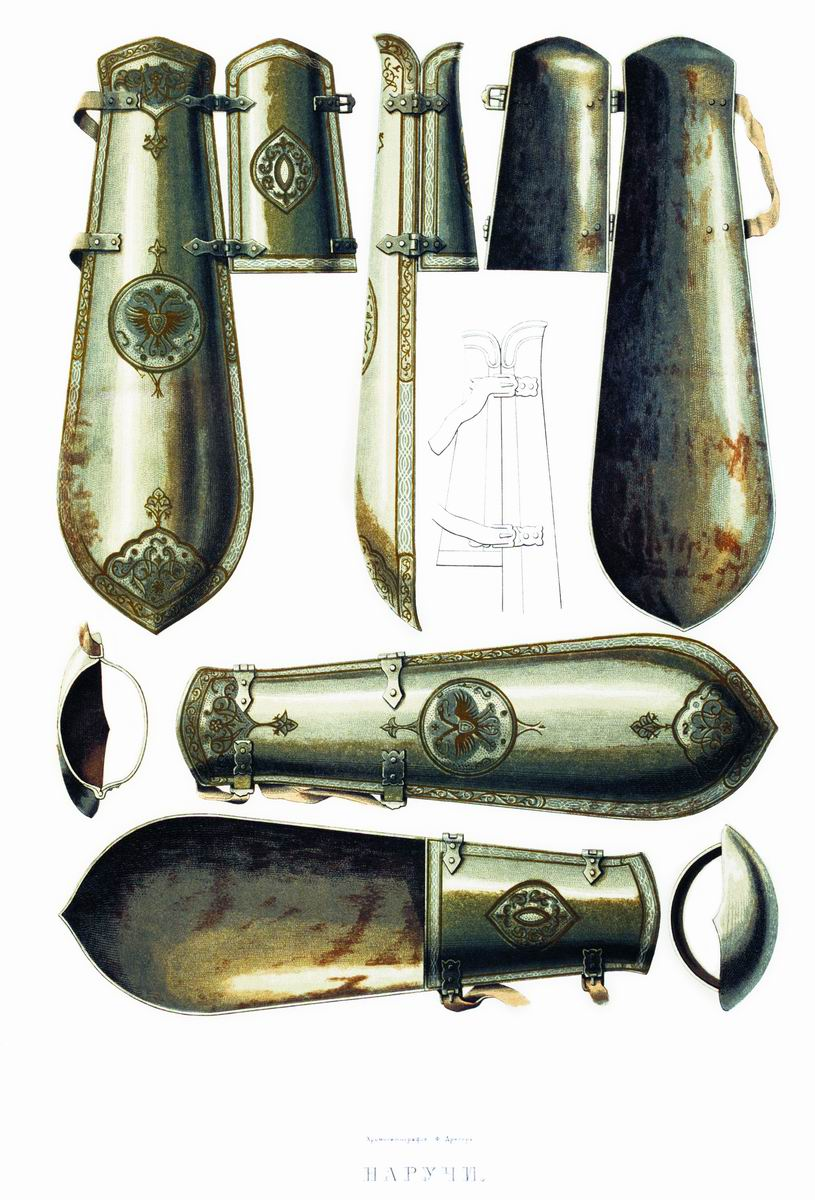
Karwasz dwuczęściowy, rzuty z różnych stron